# 索泰湖

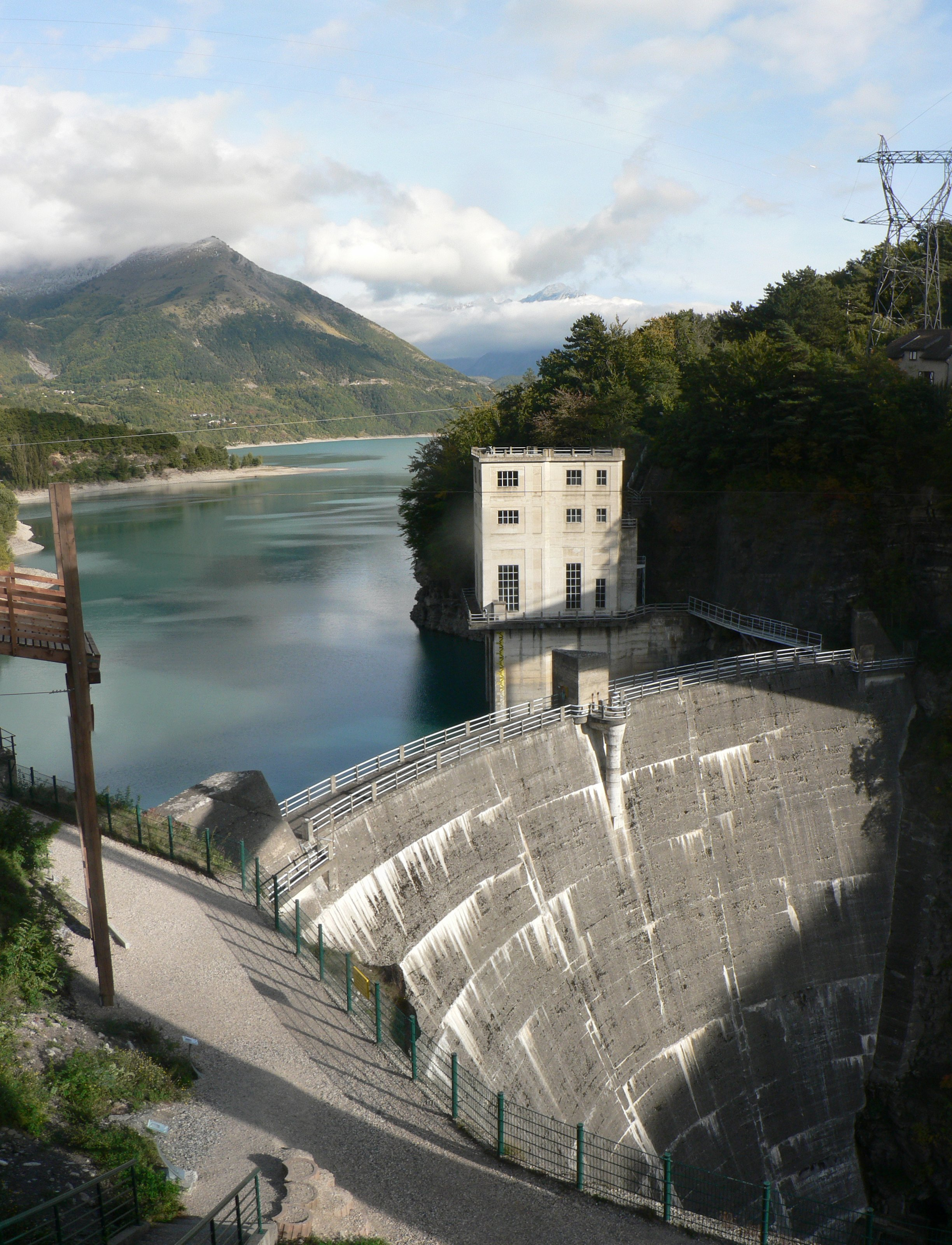

索泰湖（法語：Lac du Sautet，法語發音：[lak dy sotɛ]）是一个位於法国东南部伊泽尔省和上阿尔卑斯省的人工湖，该湖形成于其上建造的水坝。

## 图库

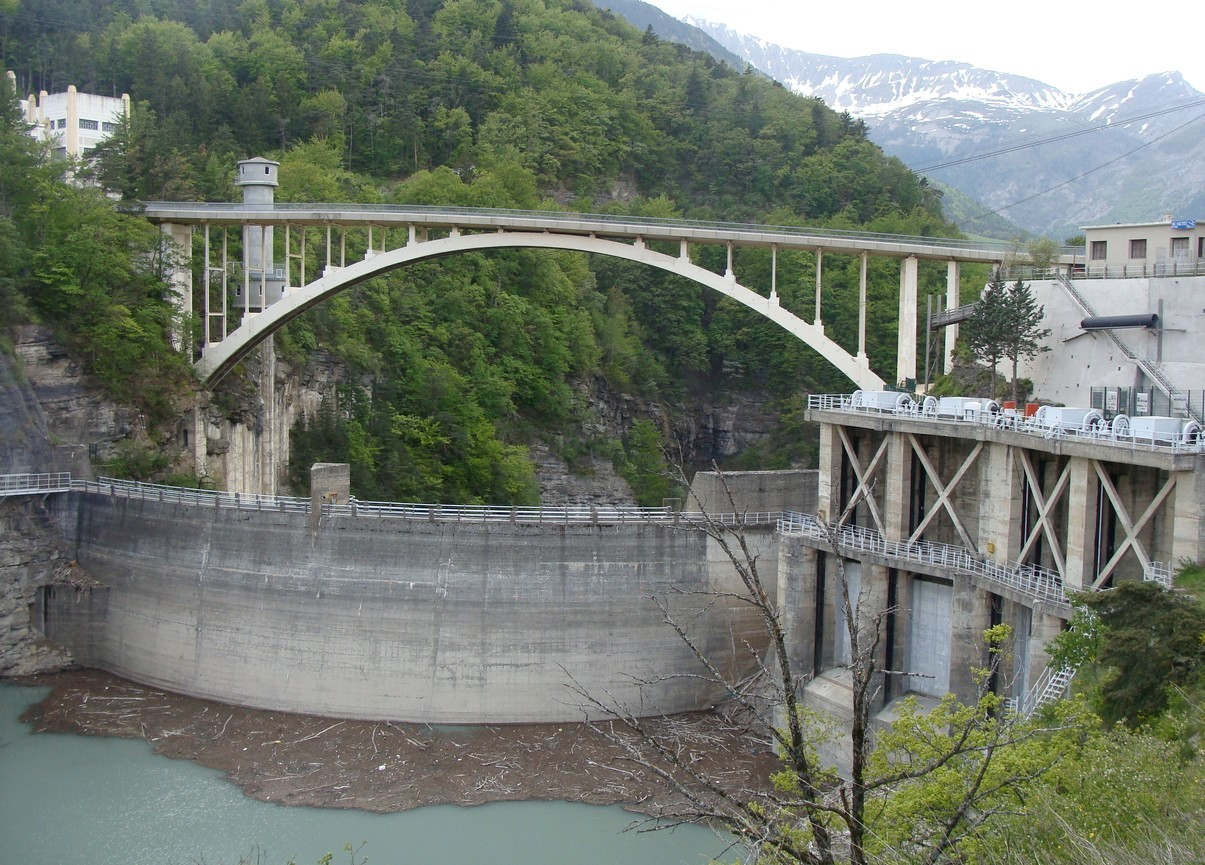
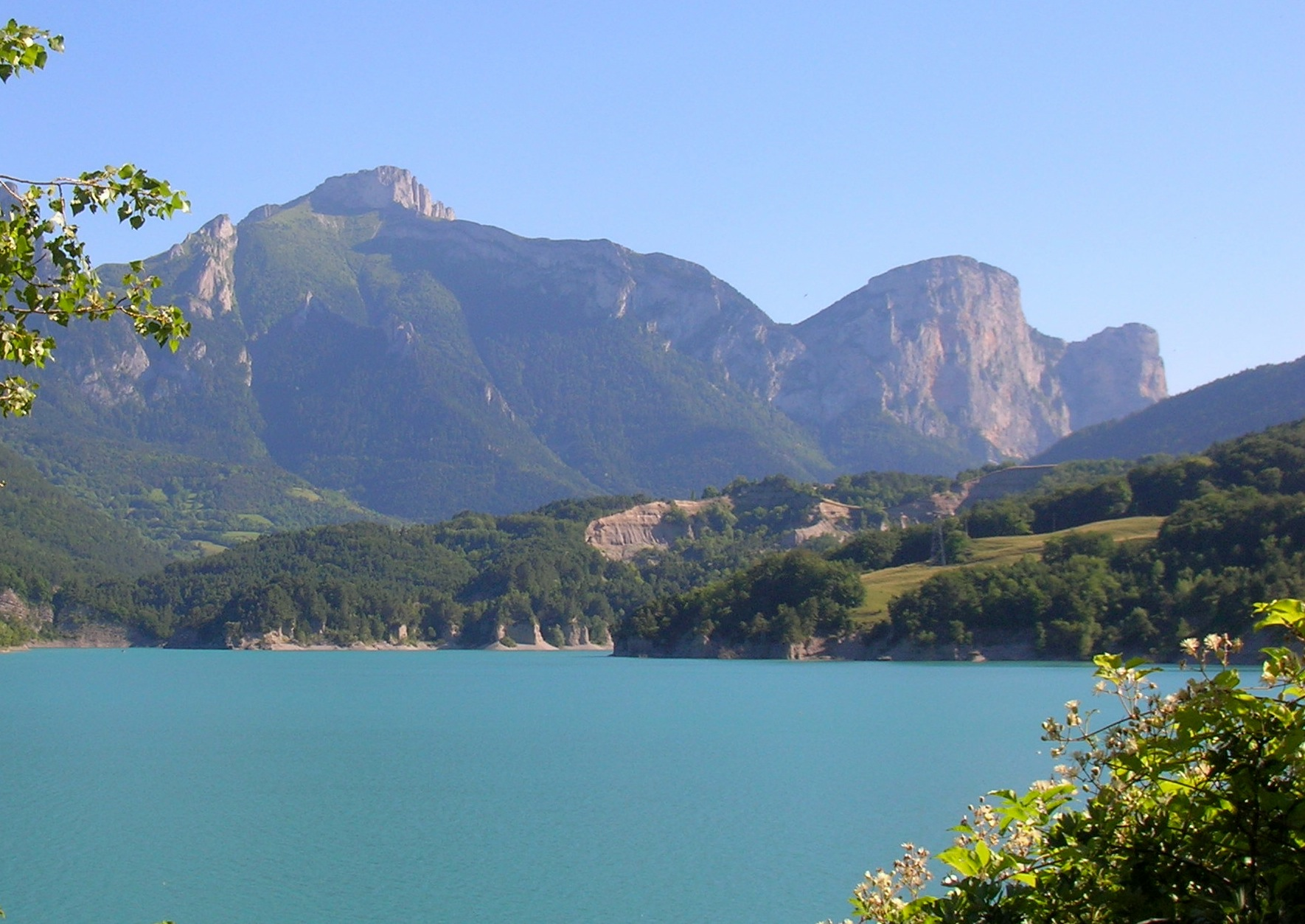
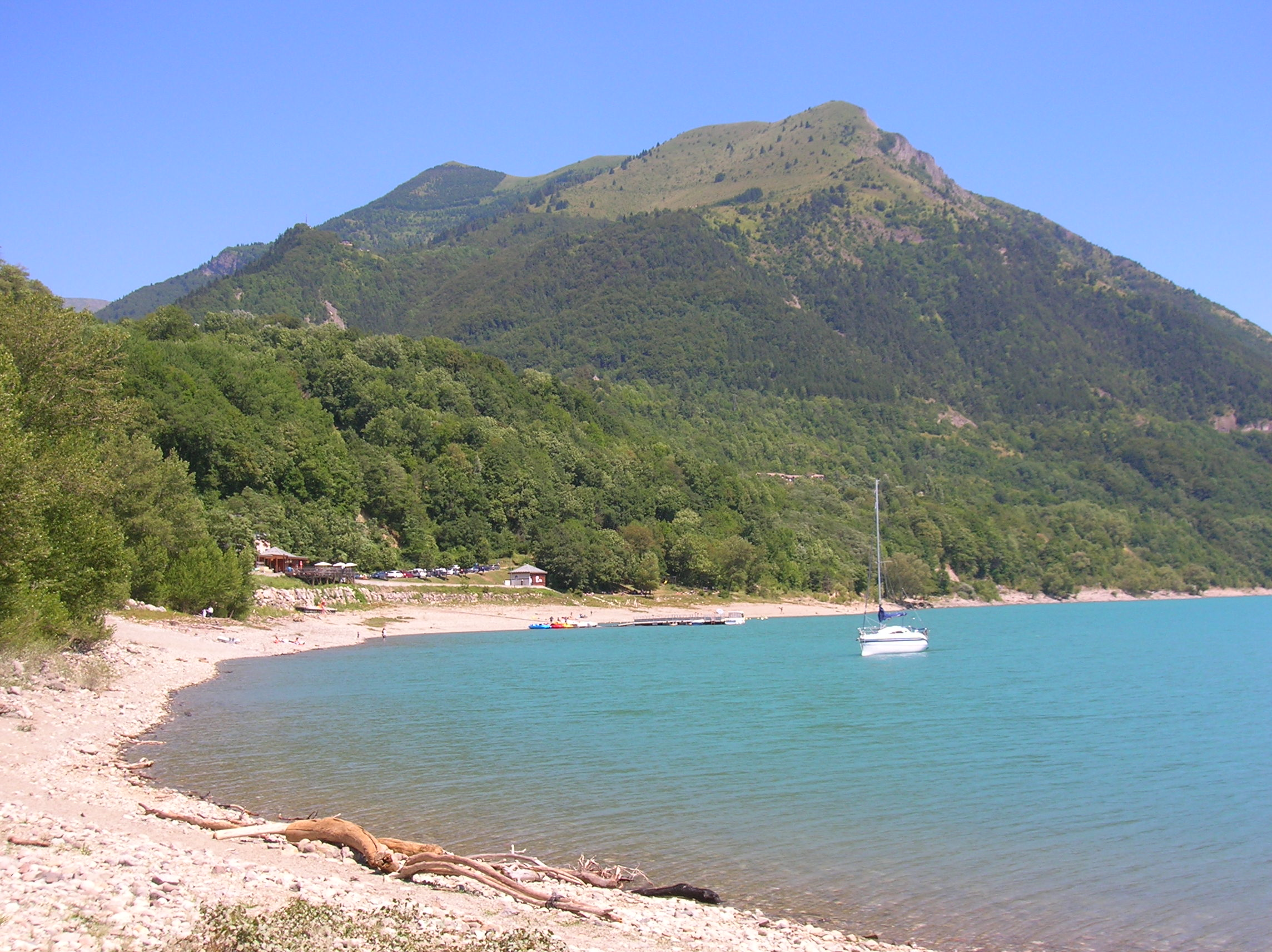
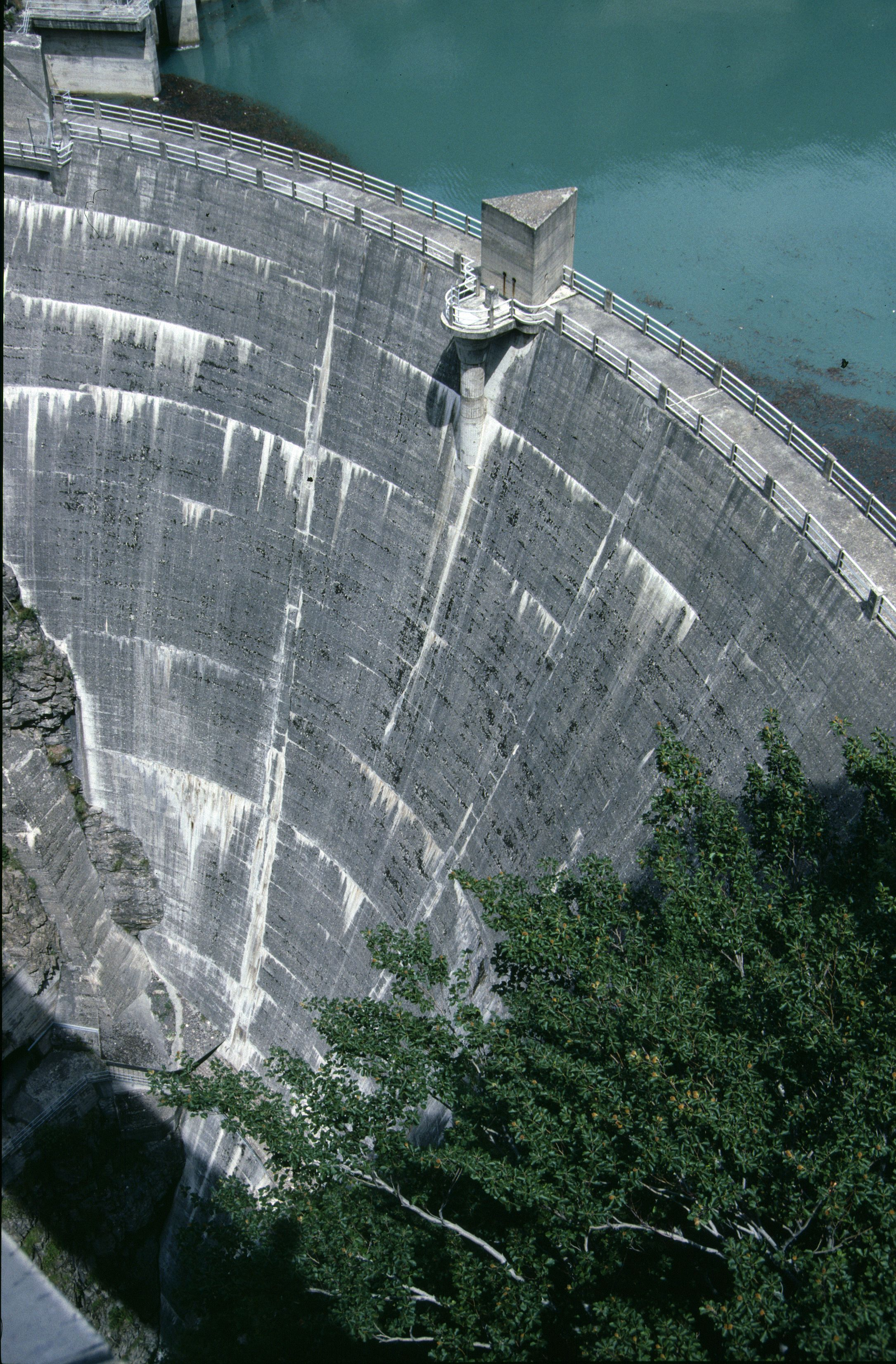